# Sommeracher Rosenberg

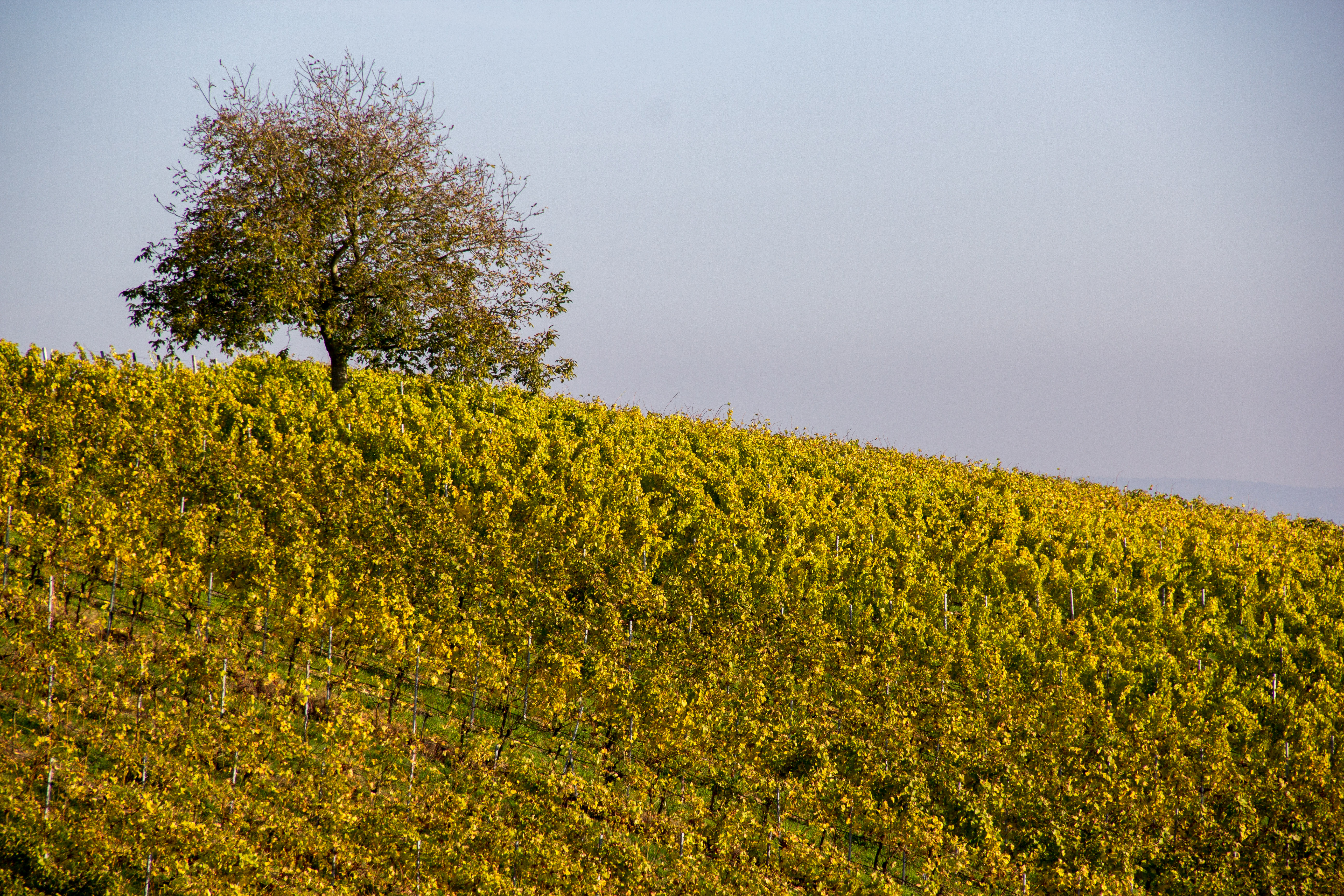
Die Weinlage Rosenberg im Norden des Ortes Sommerach

Sommeracher Rosenberg ist eine der bekanntesten Weinlagen im Anbaugebiet Franken. Sie liegt in der Gemarkung des Ortes Sommerach im unterfränkischen Landkreis Kitzingen.

## Geografische Lage und Geologie
Die Weinlage Rosenberg liegt auf der sogenannten Weininsel nördlich des Ortes Sommerach. Sie nimmt weite Teile des 287 m hohen Kreuzberges ein, der die Insel dominiert. Der Sommeracher Rosenberg liegt oberhalb der bekannteren Lage Sommeracher Katzenkopf, die sich von Westen her kommend einmal nördlich des Dorfes entlang zieht. Weiter im Norden grenzen die Nordheimer Weinlagen Vögelein und Kreuzberg an den Rosenberg. Lediglich im äußersten Südosten geht der Rosenberg in die dritte Sommeracher Lage Engelsberg über. Die Lage ist liegt anteilig in den Großlagen Volkacher Kirchberg und Sommeracher Engelsberg, die beide Teil des Bereichs Volkacher Mainschleife sind.
Die Weinlage nimmt etwa ein Drittel der Fläche des Katzenkopfs ein und dehnt sich auf etwa 60 ha (2004) aus, noch 1993 waren nur 50 ha mit Reben bestockt. Die Weinlage ist nach Osten und nach Südwesten ausgerichtet und wurde auf den Böden des oberen Muschelkalks und des Lettenkeupers etabliert. Die Hänge sind hier nicht mehr so steil wie weiter unten am Berg und haben eine Hangneigung von 10 bis 25 %. Hier wachsen die Weinsorten Kerner, Bacchus und Schwarzriesling.

## Geschichte

### Lage
Bereits bei der ersten Nennung Sommerachs im Jahr 1084 wurde das Dorf mit Weinbergen in seiner Umgebung in Verbindung gebracht. An der Mainschleife wurden aber bereits im Jahr 906 Weinberge erstmals urkundlich erwähnt, weshalb davon auszugehen ist, dass auch um Sommerach damals bereits Wein angebaut wurde. Die Weinrebe kam wahrscheinlich mit den fränkischen Siedlern in die Region, als diese die hier siedelnden Kelten im 7. Jahrhundert verdrängten.
Das Kloster Münsterschwarzach, das seinen Einfluss über das Dorf in den späteren Jahrhunderten festigen konnte, war einer der Mittelpunkte des fränkischen Weinbaus im Mittelalter. Die Mönche benötigten einerseits für die liturgischen Handlungen Wein, andererseits war der Verkauf ein wichtiger wirtschaftlicher Faktor. Deshalb erhielt Sommerach bald eine Ummauerung und einen Zehnthof, in dem der Wein gelagert werden konnte.
Nach der Auflösung des Klosters im Zuge der Säkularisation zu Beginn des 19. Jahrhunderts geriet der Weinbau in Sommerach in eine Krise. Die Rebstöcke waren überaltert, das Kloster fiel als Absatzmarkt weg. In den Jahren zuvor hatte man auch schlechtere Lagen mit Reben bestockt. Ab 1900 tauchte die Reblaus im Dorf auf und viele Weinberge wurden aufgegeben. Erst in den 1980er Jahren konnte sich der Weinanbau stabilisieren.
Noch im 20. Jahrhundert bestanden um Sommerach insgesamt über 40 Weinlagen. 1910 wurden insgesamt 44 identifiziert. Die höheren Abschnitte des Kreuzberges wurde immerhin noch von zehn Einzellagen eingenommen, darunter die Lage „Kreuzberg“ selbst, „der Wässert“ und „der Kämmeter“. In Ausführung des Weingesetzes von 1971 wurden diese Lagen zum Sommeracher Rosenberg zusammengefasst. Im Jahr 1989 entnahm man die östlichsten Teile der Lage für die neugebildete Lage Engelsberg.

### Namensherkunft
Der Sommeracher Rosenberg erhielt seinen Namen von den geografischen Begebenheiten der Umgebung. Ursprünglich bestanden hier Heckenrosenbüsche entlang der einzelnen Grundstücksgrenzen, die allerdings wohl erst nach dem Aufkommen des Namens hier gepflanzt wurden und heute lediglich noch in den Gräben und Rainen wachsen. Etymologisch leitet sich das Wort wohl vom „rasen“ ab, weil nach starken Regenfällen die Weinberge vor der Flurbereinigung zum Absacken neigten.

## Weingüter (Auswahl)
Mehrere renommierte Weingüter besitzen heute Rebstöcke am Hang des Kreuzberges. Neben einigen lokal anerkannten Betrieben sind auch etliche überregional bekannte Weinbauern und ausgezeichnete Güter in Sommerach zu finden.
- Weingut am Engelsberg, Sommerach[9]
- Winzerkeller Sommerach, Sommerach[10]
- Weingut Knoblach, Nordheim am Main
- Weingut Laufer, Bimbach[11]
- Weingut Arthur Then, Sommerach[12]
- Weingut Georg Zang, Sommerach[13]